# Третьяков Роберт Степанович
Ро́берт Степа́нович Третьяко́в (* 26 лютого 1936, Перм — † 10 листопада 1996, Харків) — український поет. Член Спілки письменників України від 1962 року.

## Біографія
Роберт Третьяков народився в сім'ї військовослужбовця. Росіянин.[джерело?] Від 1944 року жив в Україні.
1958 року закінчив факультет журналістики Київського університету.
Працював у Харкові в газетах «Ленінська зміна», «Вечірній Харків», завідував відділом поезії в журналі «Прапор» («Березіль»).
23 листопада 2000 року в Харкові на будинку на вулиці Скрипника, де у 1957–1996 роках жив і працював Третьяков, відкрито меморіальну дошку. Барельєф роботи скульптора Олексія Огородника відлито на кошти друзів поета.

## Творчість
Друкуватися почав 1955 року.
Видав збірки віршів:
- «Зоряність» (1961),
- «Палітра» (1965),
- «Портрети» (1967),
- «Поезії» (1971),
- «Ніжні розстані» (1972),
- «Меридіани крізь серце» (1975),
- «Осіннє скресання» (1980),
- «Поезії» (1986)
- «Тобі» (1991).

Поезія Роберта Третьякова сповнена пафосу утвердження правди й добра як найвищих моральних цінностей, поваги до людини. Характером своєї творчості Третьяков належав у 1950-х — 1960-х роках до шістдесятників.

## Премії
За збірку «Меридіани крізь серце» Третьяков удостоєний премії імені Павла Тичини «Чуття єдиної родини» (1977).
Лауреат Харківської обласної премії імені Героя Радянського Союзу Олександра Зубарєва.